# СаПКо
СаПКо (фин. Savonlinnan Pallokerho) — финский хоккейный клуб из города Савонлинна. Выступает в первой финской лиге «Местис». Основан в 1929 году

## История
Хоккейный клуб СаПКо был основан в 1929 году. В шестидесятых годах XX века провёл 4 сезона в высшей финской лиге. В 1974 году в Финляндии была сформирована новая вторая лига, «Местис», в которой продолжил выступление СаПКо. В сезоне 1994/95 клуб был наиболее близок к возвращению в элиту финского хоккея, но в переходном турнире уступил «Ильвесу». После успеха 1994 года достижения клуба пошли на спад, и вскоре СаПКо вылетел в третью финскую лигу. Лишь в сезоне 2005/06 команде удалось вернуться в Местис.

## Известные игроки
- Виктор Тюменев
- Геннадий Курдин
- Ярмо Мюллюс
- Туукка Раск
- Яркко Иммонен
- Билле Лейно
- Аверкин Игорь